# Josef Hofbauer (Architekt)

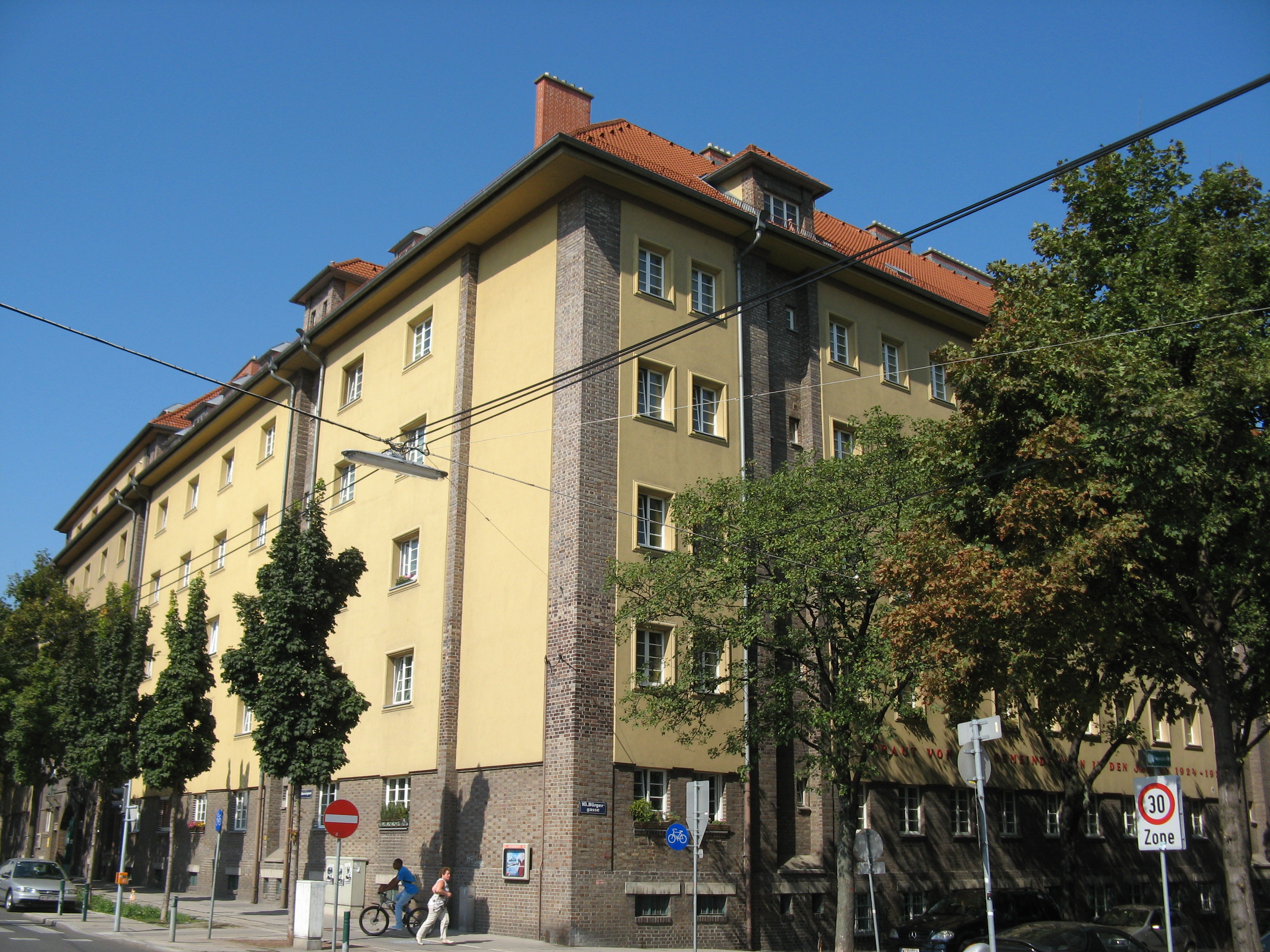
Wohnhausanlage Bürgergasse 24 von Josef Hofbauer

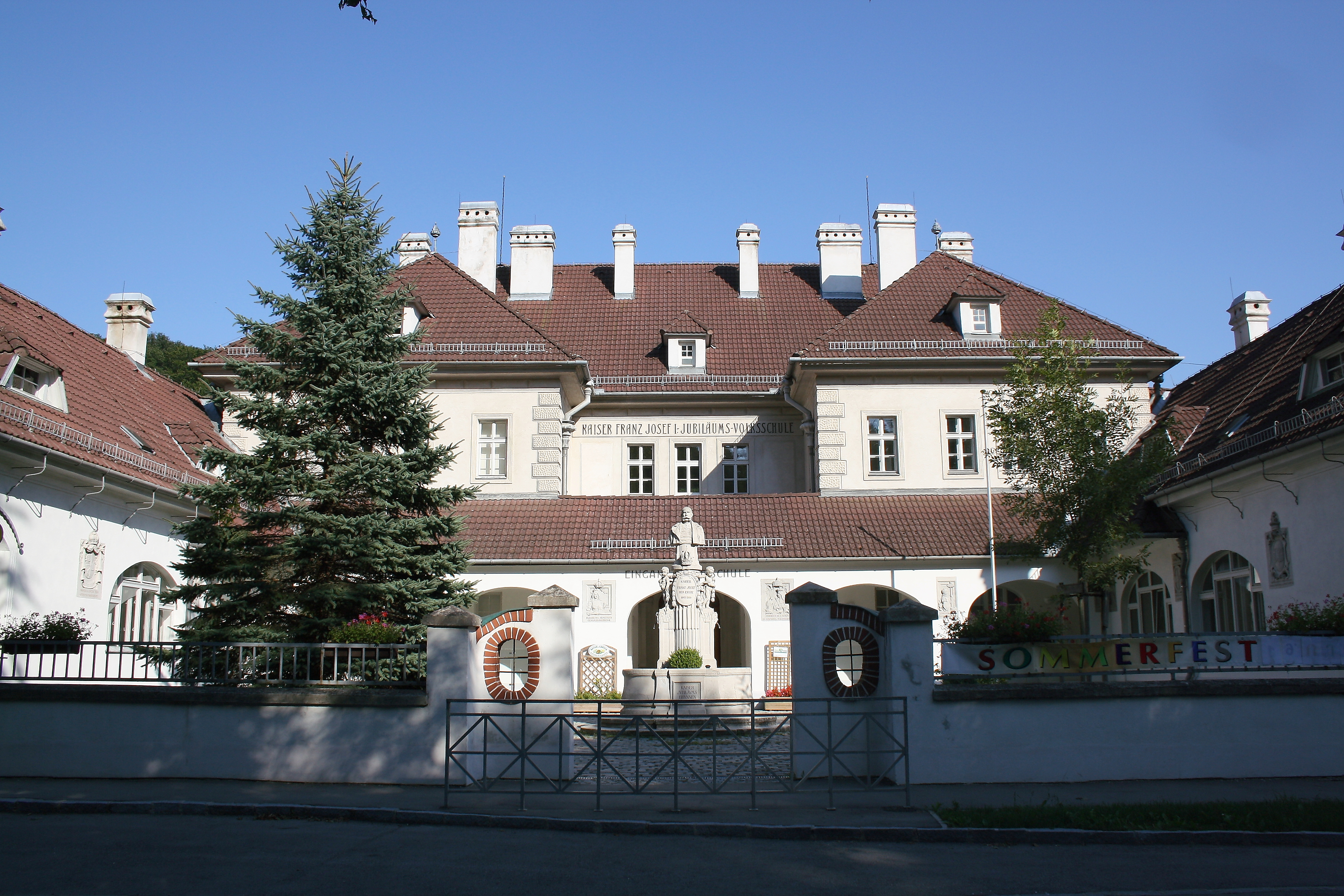
Die Kaiser-Franz-Josef I.-Jubiläumsvolksschule in Mauerbach (1908)

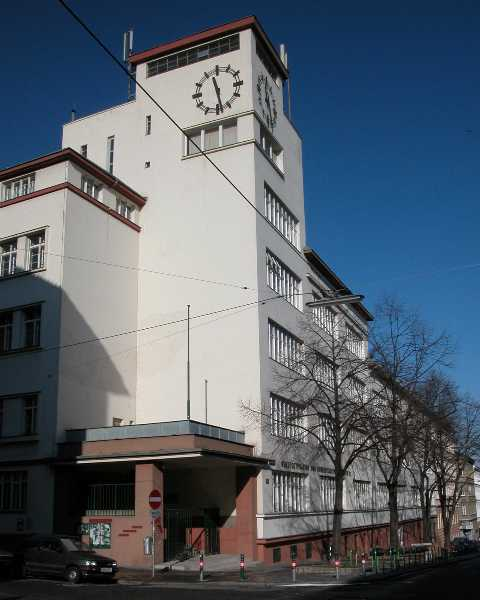
Ehemalige Komensky-Schule, Erlgasse, von Josef Hofbauer

Josef Hofbauer (* 23. Mai 1875 in Wien; † 19. Dezember 1936 ebenda) war ein österreichischer Architekt, Baumeister und Hochschullehrer.

## Leben
Josef Hofbauer entstammt einer alt eingesessenen Baumeisterfamilie, die in Wien und Niederösterreich tätig war. Er beendete 1893 die Werkmeisterschule in der Staatsgewerbeschule, erwarb 1894 die Baumeisterkonzession und war 1898 bis 1899 außerordentlicher Hörer an der Technischen Hochschule. Von 1904 bis 1907 studierte er an der Akademie der bildenden Künste Wien bei Friedrich Ohmann. Danach erhielt er das Staatsreisestipendium, den sogenannten Rompreis. Den ersten größeren Auftrag erhielt er 1908 mit dem Bau der Volksschule und des Gemeindeamtes in Mauerbach.
Nach absolviertem Kriegsdienst im Ersten Weltkrieg bildete Hofbauer ab 1921 eine Arbeitsgemeinschaft mit seinem ehemaligen Studienkollegen Wilhelm Baumgarten. Die beiden Architekten erwarben sich in der Folge einen guten Ruf durch die Errichtung zahlreicher Schulbauten. Von 1919 bis 1924 war Hofbauer auch Assistent der Meisterschule Ohmann an der Akademie und leitete dort von 1922 bis 1924 die Bauschule. 
1933 wurde die Bürogemeinschaft mit Wilhelm Baumgarten aus unbekannten Gründen aufgelöst, danach sind bis zu Hofbauers Tode keine Bauten mehr von ihm bekannt. Er starb im Dezember 1936 im Alter von 60 Jahren und wurde auf dem Meidlinger Friedhof bestattet.

## Werke
- Kaiser-Franz-Josefs-Jubiläumsvolksschule und Gemeindeamt, Mauerbach (1908)
- Dorfkapelle zur Heiligen Familie in Schmida (1910)
- Rottenmanner Rathaus, Steiermark (1913–1914)
- Wohnhausanlage der Gemeinde Wien, Bürgergasse 24, Wien 10 (1924–1925)
- Zentralberufsschule, Hütteldorfer Straße 7–17, Wien 156 (1925–1926)
- Komensky-Schule, Vorgartenstraße 95–97, Wien 20 (1927–1928)
- Wohnhausanlage der Gemeinde Wien Pirquethof, Wien 16 (1929–1930)
- Komensky-Schule, Erlgasse 32–34, Wien 12 (1930–1931)
- Komensky-Schule, Wielandgasse 2–4, Wien 10 (1931)